# Ljutice (gmina Koceljeva)
Ljutice (cyr. Љутице) – wieś w Serbii, w okręgu maczwańskim, w gminie Koceljeva. W 2011 roku liczyła 489 mieszkańców.